# Nicolas Saint-Ruf
Nicolas Saint-Ruf (Rouen, 24 ottobre 1992) è un calciatore francese, difensore del Nancy.

## Palmarès

### Club

#### Competizioni nazionali
- Championnat National: 1

Nancy: 2024-2025